# 蜘蛛人 (東映)
《蜘蛛人》（日语：スパイダーマン）是日本東映株式會社所製作的日本真人特攝劇集，改編自美國漫威漫畫旗下的同名超級英雄角色蜘蛛人，在1978年（昭和53年）5月17日至1979年（昭和54年）3月14日期間，在東京12頻道（今東京電視台）播出41話（首播時時追加重播了兩集）。
《東映蜘蛛人》的誕生是根據東映株式會社和漫威漫畫在1970年代時簽定了「3年內可使用對方的角色」的協議而製作，東映則為漫威旗下最受歡迎的超級英雄蜘蛛人打造一系列由東映原創的故事和設定，並坐上巨大機器人「獵豹金剛」戰鬥。從此以後「英雄坐上機器人，和巨大化後的怪人戰鬥」、「反派側的組織架構」以及「操作手環變身」等諸多公式劇情繼承到後來的《超級戰隊系列》中，並在收視率和商業上都取得了巨大的成功。

## 概要
東映株式會社起初的計劃是打算製作一部以日本武尊為主角，蜘蛛人為配角的作品，但最終的製成品則決定以蜘蛛人為主角。由於考慮到美國漫畫在日本不太為人熟悉，因此製作團隊加入了“真人大小的超級英雄控制巨型機器人”的創新元素，給觀眾帶來了強烈的衝擊。 而作為一部異色的「蜘蛛人」作品，《蜘蛛人》日後被評價為「可以毫不誇張，除了服裝外與原著漫畫並沒有任何關係」的情況。平山亨也參與了該企劃的討論。
當時的玩具設計師村上克司曾對《蜘蛛人》題材發展的構成問題表示困惑，因此而向東映的總製片人渡邊亮德求助，渡邊則向其表示：“盡你所能，可以不受刻板印象的束縛來自由思考。」因而獲得充裕的創意題材許可和相關建議，如提出：「蜘蛛人可以設定於來自太空嗎？」的設定，並建議「當蜘蛛人從太空來到地球的時候，我希望他能夠駕駛蜘蛛星人的母艦，而母艦能夠變成讓日本客群感到滿意的機器人。」的背景設定，隨後便提議進行獵豹金剛的設計，村上使用機器人元素的原因，是因為前一年的特攝節目《大鐵人17》在當時受到熱烈迴響的緣故。
編劇陣容方面，則是以《龍虎群英》、《無敵鐵金剛》和《猛龍特警隊》等作品的主要編劇高久進，以及早期以參與圓谷製作和東映特效的特攝作品聞名的上原正三負責。其中上原在此次作品所規劃的風格，也挪用至後來的《宇宙刑事卡邦》中，至於鐵十字團的角色設計則是由對美國漫畫有很深了解的久保宗雄擔任。應東映製片人吉川進的邀請，從後半期開始參與的導演小林義明，則首次以特攝導演的身份負責這部作品，此後他又參與了多部東映的特攝作品。

### 迴響
《蜘蛛人》在播出後由於巨型機器人和社會劇性質的情節引起日本各地的大轟動而獲得了當時平均收視率的14％，劇中的巨大機器人獵豹金剛亦隨著萬代推出相關的週邊商品，成為了兒童特攝作品玩具史中前所未有的大熱產品，翌年，東映再度與漫威娛樂合作推出了《戰鬥狂熱 J》，後來將不少《蜘蛛人》的元素整合，形成當前超級戰隊系列的基礎。
在2020年开播的纪录片《漫威616》（Marvel's 616）的第一季第一集《日本蜘蛛人》（Japanese Spiderman）中，采访了东映版《蜘蛛侠》的主演和主要制作人员，亦谈及到蜘蛛人的原作者史丹·李对于東映的《蜘蛛人》的動作場景讚譽有加，以及對於獵豹金剛的突出性感到满意和赞许，并因此使漫威高层对该剧集改变态度。

## 劇情大綱
在漫威多元宇宙的51778號宇宙中，一名日本宇宙考古學家山城博士與其身為職業摩托車手的長子拓也、長女新子和次子拓次和平地生活著。某天，拓也聽到了不可思議的聲音「我的兄弟啊！來吧兄弟！我的兄弟啊……」。原來是400年前被率領邪惡組織“鐵十字團”的怪物教授滅族而執意復仇的蜘蛛星王子加利亞的聲音，而整個宇宙聽得到這心電感應的只有拓也一人。加利亞幫助拓也向其體內注射了蜘蛛提取液，使他變成了超級英雄「蜘蛛人」跟怪物教授和鐵十字團對抗。

## 登場人物

### 蜘蛛人
- 「蜘蛛人」山城拓也（香山浩介 飾演）

本作主角，51778號宇宙中的蜘蛛人，一名職業摩托車手兼世界格鬥技冠軍，1956年3月1日出生，22歳。
為了向考古學家父親的死而發誓向鐵十字團復仇，在加利亞將蜘蛛提取液注入自己的體內後便獲得了蜘蛛般的超能力，不但能夠在牆上和天花板爬行，而且能夠使用稱為「蜘蛛感應」的危險預知能力察知敵人，弱點是寒冷的溫度。在不涉及周圍的人下，拓也決定隱藏自己的身份。
平時拓也在穿上「蜘蛛防護服（Spider Protector）」後便能變身成蜘蛛人，另外一大特色是登場時的對白，當拓也變身成蜘蛛人登場後會在敵人前擺姿勢並說出特殊對白。這時會播放主題曲的前奏作背景音樂。而当拓也在做出场宣告说自己為「蜘蛛人」。
儘管身份是保密的，但劇中蜘蛛人作為“正義的英雄”的事實很早就已經確立了。甚至在第7話中就有描述其豐功偉績，售出了超過200萬張的熱門歌曲<不羈的蜘蛛人>，此外僅有間宮重三和其所属的國際刑警組織秘密情報局知情拓也的身份，雙方後來處於合作的關係。

### 拓也的親友
- 佐久間瞳（佐久間 ひとみ）（三浦梨香（日语：三浦リカ）飾演）

一名自由攝影師。拓也的戀人。20歳。
唯一能駕駛GP-7蜘蛛車的純地球人。在第17話前曾在雜誌社《週刊Woman》編輯部工作，但在主編吉田冴子失蹤後導致雜誌停刊。
當從拓也口中得知冴子是鐵十字團的成員之後一提到鐵十字團便會相當害怕。
- 山城新子（大山泉（日语：大山いづみ）飾演）

拓也的妹妹，城南大學的女大學生。18歲。
在第一話的時候曾擔任父親實驗室的助理。
- 山城拓次（矢葺義晴飾演）
  - 拓也的弟弟，7歲。

- 山城博士（村上冬樹飾演）

拓也的父親，考古學家，在第1話中被鐵十字團所殺害。

### 拓也的盟友
- 加利亞（ガリア）（西澤利明（日语：西沢利明）飾演）

僅於第1語及第2話登場，來自M77星雲第17星列的蜘蛛星的蜘蛛星人。在400年前在太空旅行時，由於家鄉蜘蛛星被鐵十字團摧毀，因此成為種族唯一的倖存者。
為了被鐵十字團殺害的雙親和全族而復仇，於是一路追殺鐵十字團而來到了地球。
在第1話和怪物教授戰鬥時因為中毒而躲到了山洞。後來遇到拓也並將蜘蛛提取液注入了他的體內後救回拓也的性命，隨後則因生命力竭而死。
- 間宮重三（仲谷昇飾演）

僅於電影版、第11、12和14話登場。國際刑警組織秘密情報局的調查員。
在調查到拓也是蜘蛛人後請求合作。之後給了拓也一個無線機，好讓拓也能使用它與國際刑警組織保持聯繫。

### 鐵十字團
- 怪物教授（モンスター教授）（安藤三男飾演）

邪惡組織鐵十字團的首領。在消滅蜘蛛星後的下一個目標就是地球。生物化學領域的權威，會把生物和機械合成「Machine Bem」。
在最終話中變成了一隻巨大的怪物，並與蜘蛛人所駕駛的「獵豹金剛」對抗，最終被獵豹金剛一擊當場死亡。
- 亞馬遜人（アマゾネス）賀川雪繪（日语：賀川ゆき絵）飾演）

鐵十字團的幹部，在組織擔任作戰指揮和情報收集員。善於偽裝，服裝會根據演出時間而有所不同。
公開身份是雜誌社《週刊Woman》的編輯長吉田冴子，在第15話中被蜘蛛人得知真實身份後消失了，後來開始懷疑拓哉就是蜘蛛人，儘管無情地設下陷阱卻無法得到確鑿的證據。

## 登場武器及機械
- GP-7

蜘蛛人的戰車。最高速度可達300km/h，在空中的飛行速度最高可達4馬赫，車頭設有小型飛彈和機槍。
- 宇宙戰鬥艦 Marveller（マーベラー）

加利亞的太空船。最高速度可達15馬赫。通常隱藏在地下，當被蜘蛛人召喚時會出現在地面上，
艦橋上安放著獅子頭形的豹頭，在外太空能夠以接近光速的速度飛行。
- 獵豹金剛 Leopardon（レオパルドン）

Marveller變形後的機器人型態，全長60米，重量達2萬噸，力度是藍寶堅尼Countach LP400的4萬倍（相當於1500000馬力，1.119×10^6千瓦小時(kwh))。
被粉絲稱為所有特攝作品中最強的秒殺機械人，據傳由於戲服的造型被做成無法方便地活動，或是戲服在拍攝早期破損以及被偷等其他原因，所以不得已只能不斷使用重複的畫面。
在原著漫畫“蜘蛛宇宙”中，吸收宇宙蜘蛛隊長能量的繼承者長老破壞了獵豹金剛的手臂，不過同時也替其他蜘蛛人爭取到時間逃走，後來蜘蛛人 2099與蜘蛛女士分別使用未來的科技與蜘蛛女士的宇宙的八爪博士的鐵爪零件將其修復。
之後蜘蛛人 2099與蜘蛛女士一同駕駛修復完畢的獵豹金剛，前往繼承者巢穴支援其他蜘蛛人，最終依靠獵豹金剛的力量秒殺了繼承者索魯斯，由此可知獵豹金剛本身具備著能壓倒繼承者的能力。

## 放送集數
| 話樹   | 放送日期       | 標題                                    | 登場敵役                                                                                           | 腳本     | 監督     |
| ------ | -------------- | --------------------------------------- | -------------------------------------------------------------------------------------------------- | -------- | -------- |
| 第1話  | 1978年 5月17日 | 復讐の時は来たれり！ 撃て鉄十字団!!     | 暴君竜（声：飯塚昭三）                                                                             | 上原正三 | 竹本弘一 |
| 第2話  | 5月24日        | 怪奇の世界！ 宿命に生きる男             | 双頭鬼（声：飯塚昭三）                                                                             | 高久進   | 竹本弘一 |
| 第3話  | 5月31日        | 怪盗001vsくも男                         | 幻妖虫（声：飯塚昭三）                                                                             | 高久進   | 田口勝彦 |
| 第4話  | 6月7日         | 恐怖の半魚人！ 奇蹟を呼ぶ銀の糸         | 半魚人（声：飯塚昭三）                                                                             | 上原正三 | 田口勝彦 |
| 第5話  | 6月14日        | 激突マシンGP-7! 兄弟の誓い              | 鳥神獣（声：飯塚昭三）                                                                             | 高久進   | 竹本弘一 |
| 第6話  | 6月21日        | 戦慄の実験室！ 悪魔のモンスター教授     | ロバキラー（声：飯塚昭三）                                                                         | 上原正三 | 竹本弘一 |
| 第7話  | 6月28日        | 恐ろしきヒット曲！ 歌って踊る殺人ロック | サソラー（声：飯塚昭三）                                                                           | 上原正三 | 田口勝彦 |
| 第8話  | 7月5日         | 世にも不思議な昔ばなし 呪いの猫塚       | 怪猫獣（声：京田尚子）                                                                             | 高久進   | 田口勝彦 |
| 第9話  | 7月12日        | 動くアクセサリーは恋のカブト虫スパイ    | カブトン（声：丸山詠二）                                                                           | 上原正三 | 佐伯孚治 |
| 第10話 | 7月19日        | 炎地獄にへび女の涙を見た                | へび女（声および素体：鹿沼えり）                                                                   | 上原正三 | 佐伯孚治 |
| 第11話 | 7月26日        | モンスター教授のウルトラ毒殺            | 深海王（声：依田英助）                                                                             | 高久進   | 竹本弘一 |
| 第12話 | 8月2日         | 華麗なる殺人マシーンへの変身            | （マシーンベム登場せず）                                                                           | 上原正三 | 竹本弘一 |
| 第13話 | 8月9日         | ドクロ団対悪魔の霊柩車                  | 暴走獣（声：飯塚昭三／素体：倉地雄平）                                                             | 高久進   | 平山公夫 |
| 第14話 | 8月16日        | 父に捧げよ 戦えぬ勇者の歌を             | コウモリ男（声：飯塚昭三／人間態：谷岡弘規）                                                       | 上原正三 | 平山公夫 |
| 第15話 | 8月23日        | ぼくたちの命の約束                      | キラー一角獣（声：飯塚昭三）                                                                       | 高久進   | 竹本弘一 |
| 第16話 | 8月30日        | 名犬よ 父のもとへ走れ                   | ムカデ鉄人（声：飯塚昭三）                                                                         | 上原正三 | 竹本弘一 |
| 第17話 | 9月6日         | プロレスラー サムソンの涙               | 岩石男サムソン （声：飯塚昭三／素体：丹古母鬼馬二）                                                | 高久進   | 佐伯孚治 |
| 第18話 | 9月13日        | 母の胸に甦る少年                        | 食虫植物（声：飯塚昭三）                                                                           | 押川国秋 | 佐伯孚治 |
| 第19話 | 9月20日        | まぼろしの少年 地図にない村             | カメンガー（声：飯塚昭三）                                                                         | 上原正三 | 竹本弘一 |
| 第20話 | 9月27日        | 謎が謎を呼ぶ私の出生の秘密              | 原始人（声：飯塚昭三）                                                                             | 曽田博久 | 竹本弘一 |
| 第21話 | 10月4日        | 大空に散る父の愛                        | タンクバッファロー（声：飯塚昭三）                                                                 | 高久進   | 竹本弘一 |
| 第22話 | 10月11日       | 暗い運命に泣け 父と子                   | ドクロ怪人（声：岡田道郎） 白衣怪人（声優無し／人間態：竹内靖）                                    | 高久進   | 佐伯孚治 |
| 第23話 | 10月18日       | 家なき子たちに愛の学園を                | 魔女猿（声：京田尚子）                                                                             | 曽田博久 | 佐伯孚治 |
| 第24話 | 10月25日       | ゴキブリ少年大戦争                      | ゴキブリコンビナート（声：青森伸）                                                                 | 高久進   | 田中秀夫 |
| 第25話 | 11月1日        | 秘宝と犬と複成人間                      | ガニ魔（声：青森伸）                                                                               | 松下幹夫 | 田中秀夫 |
| 第26話 | 11月8日        | 絶対ピンチのにせものヒーロー            | 噴火獣（声：飯塚昭三）                                                                             | 押川国秋 | 竹本弘一 |
| 第27話 | 11月15日       | さらば戦友 愛しのセパード               | （マシーンベム登場せず）                                                                           | 高久進   | 竹本弘一 |
| 第28話 | 11月22日       | 駅前横町の少年探偵団                    | マグニナマズ（声：飯塚昭三）                                                                       | 松下幹夫 | 小林義明 |
| 第29話 | 11月29日       | 急げGP-7 時間よ止まれ                   | 爆弾オオカミ（声：飯塚昭三）                                                                       | 上原正三 | 小林義明 |
| 第30話 | 12月6日        | ガンバレ美人おまわりさん                | アンコウパト（声：飯塚昭三／人間態：益田哲夫）                                                     | 曽田博久 | 佐伯孚治 |
| 第31話 | 12月13日       | 明日なき子連れ刑事                      | キノコンガー（声：飯塚昭三）                                                                       | 上原正三 | 竹本弘一 |
| 第32話 | 12月20日       | 甘くささやく妖女                        | 電気ミミズ（声：飯塚昭三）                                                                         | 松下幹夫 | 佐伯孚治 |
| 第33話 | 12月27日       | 男の子をイビる野性の凄い少女            | 火焔ギツネ（声：飯塚昭三）                                                                         | 高久進   | 竹本弘一 |
| 第34話 | 1979年 1月10日 | びっくりカメラ殺人事件                  | スクラップマン（声：飯塚昭三）                                                                     | 曽田博久 | 竹本弘一 |
| 第35話 | 1月17日        | 秘境アマゾンから来たミイラ美女          | タイガーポンプ（声：飯塚昭三）                                                                     | 高久進   | 小林義明 |
| 第36話 | 1月31日        | たまねぎ鉄仮面と少年探偵団              | 鉄面ミラクル（声：飯塚昭三） ドクターミラクル（演：ミッチー・ラブ） ミラクルゴリラ（声：飯塚昭三） | 上原正三 | 小林義明 |
| 第37話 | 2月7日         | 地獄からの密使 えん魔大王               | えん魔大王（声：飯塚昭三） 再生マシーンベム軍団                                                    | 高久進   | 佐伯孚治 |
| 第38話 | 2月14日        | ブリキの一番星と少年探偵団              | ムシバワニ→イレバワニ（声：飯塚昭三）                                                              | 曽田博久 | 佐伯孚治 |
| 第39話 | 2月21日        | 格闘技世界一大会                        | 大力士ファイター（演：原田力） 大鳥人ファイター（演：小池三四郎）                                  | 上原正三 | 小林義明 |
| 第40話 | 3月7日         | さらばゼロ戦の謎                        | 空爆エイ                                                                                           | 松下幹夫 | 小林義明 |
| 第41話 | 3月14日        | 輝け熱血の勇者                          | ビッグモンスター（演：安藤三男）                                                                   | 上原正三 | 小林義明 |

## 製作人員
- 原案 - 八手三郎（來自漫威漫畫的“蜘蛛人”）
  - Spiderman © 1978 Marvel Comics Group
- 連載 - テレビマガジン、おともだち、たのしい幼稚園、テレビランド、冒険王
- 音樂 - 渡邊宙明
  - 音樂制作 - あんだんて[i]
  - 演奏 - 哥倫比亞打擊樂團（日本古倫美亞 CQ-7010）[j]
- 角色設計 - 企劃者104（日语：企画者104）、久保宗雄[k][12]
- 製作人- 吉川進（東映）、石川博（東京電視台）
- 撮影 - 加藤弘章、高岩震、工藤矩雄、豬熊政夫（日语：いのくままさお）
- 照明 - 戸塚和夫、大町博信、山本辰雄
- 美術 - 大瀬賢一、安井丸男
- 録音 - 秋本彰
- 効果 - 原田千昭
- 技斗 - 金田治、山岡順二（日本動作娛樂公司）
- 特攝 - 特攝研究所
  - 撮影 - 高梨昇
  - 美術 - 松原裕志
  - 効果 - 吉岡健一
  - 照明 - 日出明義
  - 特攝監督 - 矢島信男（日语：矢島信男）
- 合成 - チャンネル16
- 角色ー制作 - エキスプロダクション
- 撮影助手 -　林迪雄、石橋英敏、利根川昇等人
- 照明助手 -　大森康次、磯野雅宏等人
- 助監督 - 篠原勇、 蓑輪雅夫、平山公夫、福島孔道、田尻丈人、倉塚昭彦、大櫛敬介等人
- 現像 - 東映化學
- 製作 - 東映、東映エージェンシー、東京電視台

## 主題曲
兩首歌曲的作詞者都是八出三郎名義，但根據渡邊宙明的證詞，片頭曲由平山亨作曲，片尾曲由吉川進作曲[12]。

### 片頭曲
《駆けろ！スパイダーマン》
歌詞：八出三郎/作曲：渡邊宙明/歌曲：秀夕樹 (Columbia Record SCS-421)

### 片尾曲
《誓いのバラード》
歌詞：八出三郎/作曲：渡邊宙明/歌曲：秀夕樹 (Columbia Record SCS-421)

## 其他媒體

### 蜘蛛宇宙
在漫威漫畫推出的一個漫畫系列《蜘蛛宇宙》中，大量來自不同宇宙的蜘蛛人遭到擁有非凡力量的繼承者（Inheritors）家族獵殺，發現這件事的究極蜘蛛人於是開始四處召集各個平行宇宙中的蜘蛛人們與繼承者家族對抗。在宇宙隊長的能量被繼承者長老吸收後，山城拓也駕駛獵豹金剛及時出現支援，但獵豹金剛終究不敵吸收了宇宙能量使能力大為提升的長老而遭擊墜，事後拓也生存了下來並加入了究極蜘蛛人的團隊成功秒殺索魯斯。

### 蜘蛛宇宙系列
2019年1月，伴隨著2018年動畫電影《蜘蛛人：新宇宙》的票房成功，索尼影視娛樂證實將製作續集。此時推特的網友開始連署希望續集中讓東映版蜘蛛人加入戰局。而執行製作人Phillip Lord也承諾，只要當地票房突破2億美金就會兌現。而最終，該片在全球淨賺3.75億美元。同年11月1日，續集《蜘蛛人：穿越新宇宙》宣布將於2022年4月8日上映，後因2019新型冠狀病毒病疫情而延遲至2023年6月2日上映。

## 外部連結
- DVD スパイダーマン スパイダーマン 東映TVシリーズ DVD-BOX 特集 | 東映ビデオ株式会社 （页面存档备份，存于）（東映官網）
- Japanese Spider-Man Movie Hub at Marvel.com （页面存档备份，存于）（英文）